# Idiocera octoapiculata
Idiocera octoapiculata là một loài ruồi trong họ Limoniidae. Chúng phân bố ở miền Cổ bắc.